# 1929 en littérature
| Années de la littérature : 1926 - 1927 - 1928 - 1929 - 1930 - 1931 - 1932    |
| Décennies de la littérature : 1890 - 1900 - 1910 - 1920 - 1930 - 1940 - 1950 |

Cet article présente les faits marquants de l'année 1929 en littérature.

## Événements
- Création de la bibliothèque Lénine à Moscou.
- Samuel Roth publie une version pirate du roman de James Joyce de 1922 novel Ulysses à New York (la première édition complète imprimée aux États-Unis). Il purge deux peines de prison pour publication obscène[1].
- Marguerite Yourcenar entre en littérature avec la publication de son premier roman, Alexis ou le Traité du vain combat.

## Parutions

### Essais
- Pierre Abraham publie une étude sur Balzac  (titre éponyme) aux éditions Rieder
- Hannah Arendt, Le Concept d'amour chez Augustin (publication de sa thèse de doctorat)
- André Breton, Le Surréalisme et la Révolution
- Albert Londres, Terre d’ébène
- Marcel Mauss et Henri Hubert, Mélanges d'histoire des religions. Recueil d'articles.

### Nouvelles
- Jules Supervielle, « L'Inconnue de la Seine ».

### Poésie
- Paul Éluard, L'Amour la poésie
- Pierre Reverdy, Sources du vent.

### Romans

#### Auteurs francophones
- Marcel Aymé, La Table aux crevés (juin)
- Georges Bernanos, La Joie
- Blaise Cendrars, Les Confessions de Dan Yack
- Jean Cocteau, Les Enfants terribles (septembre)
- Colette, Sido
- Georges Duhamel, Le Club des Lyonnais, quatrième volume du cycle Vie et aventures de Salavin
- Jean Giono, Un de Baumugnes
- Jean Giono, Colline
- Irène Némirovsky, David Golder, aux éditions Grasset
- Antoine de Saint-Exupéry, Courrier sud (juin)
- Marguerite Yourcenar, Alexis ou le Traité du vain combat (décembre), publié au Sans Pareil.

#### Auteurs traduits
- Alfred Döblin (allemand), Berlin-Alexanderplatz
- William Faulkner (américain), Le Bruit et la Fureur (octobre)
- William Faulkner (américain), Sartoris
- Rómulo Gallegos (vénézuélien), Doña Barbara
- Ernest Hemingway (américain), L'Adieu aux armes. Roman sur la guerre
- Erich Kästner (allemand), Émile et les Détectives
- Alberto Moravia (italien), Les Indifférents (premier roman)
- Erich Maria Remarque (allemand), À l'Ouest, rien de nouveau (diffusé à trois millions d’exemplaires)
- Arthur Schnitzler (autrichien), Mademoiselle Else, (juillet, publié en français)
- Virginia Woolf (anglaise), Promenade au phare (novembre).

## Théâtre
- 9 mars : Marius, pièce de Marcel Pagnol avec Raimu et Pierre Fresnay
- Mai : Paul Claudel, Le Soulier de satin
- Jean Giraudoux, Amphitryon 38.

## Prix littéraires et récompenses
- 10 décembre : Thomas Mann, prix Nobel de littérature
- Prix Goncourt : L'Ordre de Marcel Arland
- Prix Femina : La Joie de Georges Bernanos
- Grand prix du roman de l'Académie française : Le Livre des bêtes qu'on appelle sauvages d'André Demaison
- Prix Renaudot :La Table aux crevés de Marcel Aymé.

## Principales naissances
- 24 janvier : Jacques Réda, écrivain français († 30 septembre 2024)
- 28 janvier : Parke Godwin, écrivain américain de science-fiction et de fantasy († 19 juin 2013)
- 17 février : Chaïm Potok, romancier américain († 23 juillet 2002)
- 18 mars : Christa Wolf, romancière et essayiste allemande († 1er décembre 2011)
- 18 mars : Charles Galpérine, écrivain français († 29 janvier 2019)
- 1er avril : Milan Kundera, écrivain français d'origine tchèque
- 5 avril : Hugo Claus, écrivain belge d'expression néerlandaise († 2 avril 2008)
- 2 mai : Joanna Macy, écrivaine américaine († 19 juillet 2025).
- 10 mai : Antonine Maillet, romancière canadienne († 17 février 2025)
- 12 juin : Anne Frank, jeune adolescente allemande connue pour avoir écrit un journal intime († février ou mars 1945).
- 10 juillet : George Clayton Johnson, écrivain américain de science-fiction († 22 décembre 2015).
- 27 août : Ira Levin, écrivain américain de fantastique, policier et science-fiction († 12 novembre 2007)
- 6 décembre : Philippe Bouvard, journaliste, humoriste et présentateur de télévision et de radio, également écrivain, auteur de théâtre et dialoguiste au cinéma
- Date inconnue : 
  - Françoise Pinsard, nouvelliste française.

## Principaux décès
- 25 juin : Georges Courteline
- 15 juillet : Hugo von Hofmannsthal, écrivain autrichien
- 24 août : Karel van de Woestijne, écrivain et poète symboliste belge
- 6 novembre : Jacques Rigaut.